# Dasylabris
Genre
Dasylabris est un genre d'insectes hyménoptères de la famille des Mutillidae. Ses espèces sont communément appelées « fourmi de velours » en raison de leur apparence intermédiaire entre les fourmis (par leur forme allongée) et les guêpes (par leur pilosité).
Dans les espèces de cette famille rencontrées en Europe, les mâles sont ailés alors que les femelles sont aptères.

## Liste des espèces
Selon BioLib (18 septembre 2021) :
- Dasylabris adversa Skorikov, 1935
- Dasylabris angelae Suárez, 1959
- Dasylabris atrata (Linnaeus, 1767)
- Dasylabris biblica Invrea, 1950
- Dasylabris bicolor (Pallas, 1771)
- Dasylabris canariensis Suárez, 1970
- Dasylabris egregia (Klug, 1835)
- Dasylabris iberica Giner, 1942
- Dasylabris lugubris (Fabricius, 1804)
- Dasylabris manderstiernii (Radoszkowski, 1865)
- Dasylabris maura (Linnaeus, 1758)
- Dasylabris miogramma Skorikov, 1935
- Dasylabris regalis (Fabricius, 1793)
- Dasylabris scutila Skorikov, 1935